# Marigny-le-Cahouët
Pour les articles homonymes, voir Marigny et Cahouët.
Marigny-le-Cahouët [maʁiɲi lə kawɛ] est une commune française située dans le département de la Côte-d'Or en région Bourgogne-Franche-Comté. 
 (mars 2025).
Avec une population d'environ 300 habitants. Ce village est animé souvent par le Foyer rural qui propose des activités pour tous âges et qui dispose d’une section centrée sur les échanges intergenerationnels. Ce village est fameux pour son château dans lequel a été tourné Angélique, marquise des anges, en 1963.

## Géographie
D'une superficie de 19,28 km2 situés entre 283 et 476 m d'altitude, la commune est traversée par le canal de Bourgogne.

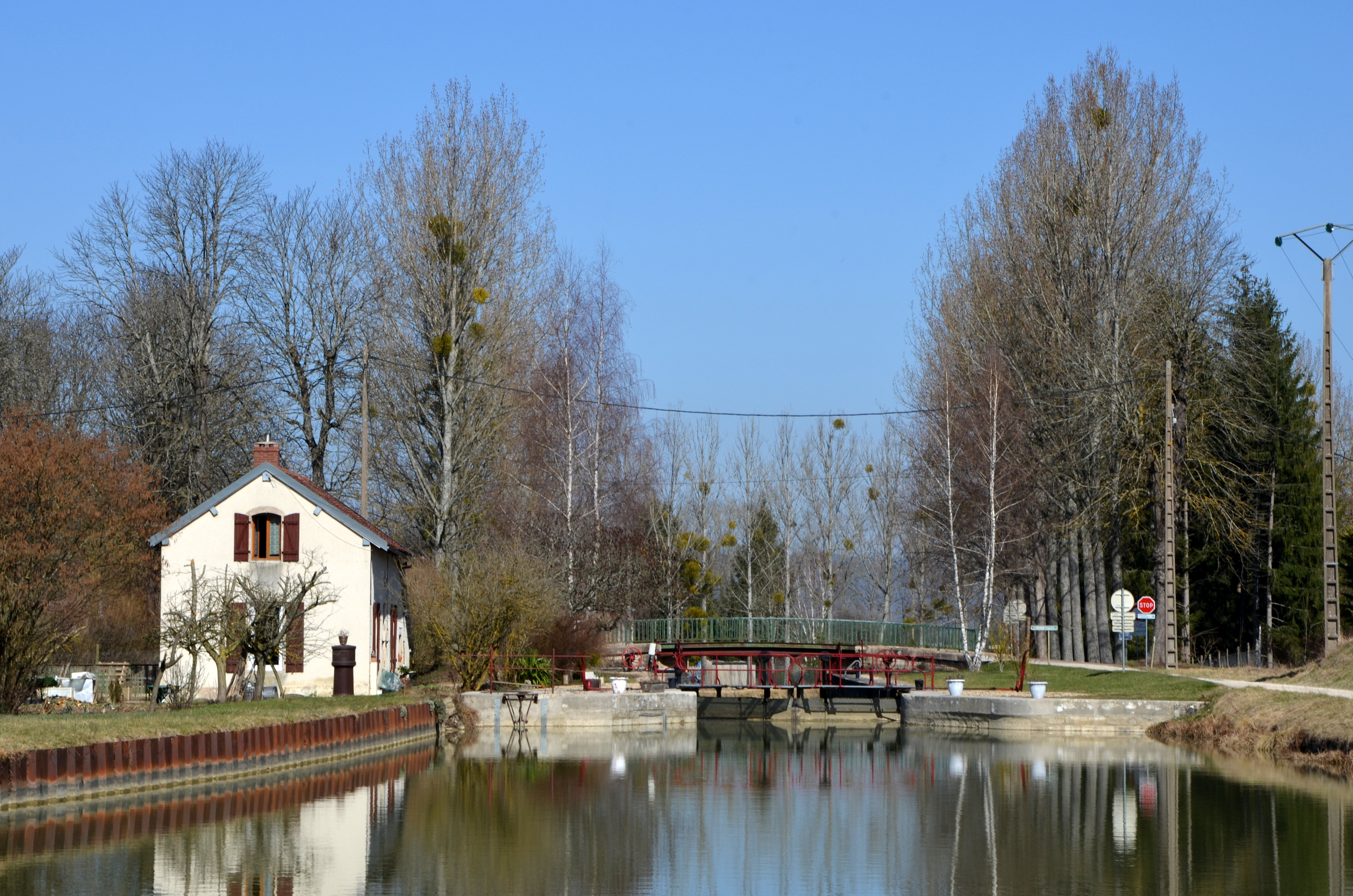
Écluse sur le canal de Bourgogne.

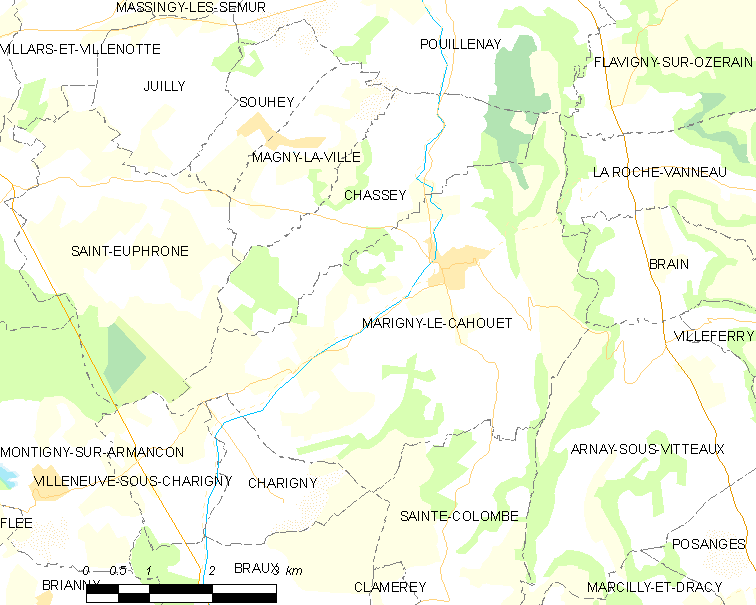

## Toponymie
Les formes anciennes de Marigny-le-Cahouët sont : In Alsensi comitatu, in villa Madriniaco 1008, Marrigné 1196, Marrigné le Cahoier 1255, Marrigny, Marrigné 1278, Marrigneyum le Cahoé 1279, Marrigny-le-Caouer 1333, Marrigney le Caouher 1344, Marrigney le Canouhier 1357, Marigney le Cahouheux 1370, Marrigny le Quahoué 1378-1379, Marrigny le Cahouer 1397, Marrigneyum XIVe siècle, Marigni le Cahouhot, Marrinni le  Cahouhot 1430, Marrigny le Kahouet 1442, Marigney le Cauohet 1452, Marrigny le Cahouet 1461, Marrigny 1498, Marrigny le Cahuet 1574, Marigny le Cahouet 1600, Marrigny le Cahos 1624, Marrigny le Cahoet 1640, Marrigny le Cahoue 1657, Marrigny le Cahout 1698.
L'étymologie de la mention la plus ancienne, villa Madriniaco, indique un nom mérovingien composé NP Matrinius issus de Matrius dérivé de Mater "Mère" + suff. -acum. Marigny peut se traduire par "le Domaine de la Mère".

## Histoire
Il y a eu un château-fort à Marigny-le Cahouet dès 1461.
Cette terre a été érigée en comté en faveur de Jacques-François de Pibrac en 1652.
En 1789 Marigny-le-Cahouët dépendait de  la province de Bourgogne, bailliage de Semur. Son église, sous le vocable de Saint-Germain, était le siège d'une cure du diocèse d'Autun, archiprêtré de Flavigny, à la représentation du chapitre de Saulieu.
Marigny-le-Cahouët a fait partie du canton de Semur, puis de l'an X (1801/18) à 1910 du canton de Flavigny.

### Climat
Pour des articles plus généraux, voir Climat de la Bourgogne-Franche-Comté et Climat de la Côte-d'Or.
En 2010, le climat de la commune est de type climat des marges montargnardes, selon une étude du Centre national de la recherche scientifique s'appuyant sur une série de données couvrant la période 1971-2000. En 2020, Météo-France publie une typologie des climats de la France métropolitaine dans laquelle la commune est exposée à un climat océanique altéré et est dans la région climatique Lorraine, plateau de Langres, Morvan, caractérisée par un hiver rude (1,5 °C), des vents modérés et des brouillards fréquents en automne et hiver.
Pour la période 1971-2000, la température annuelle moyenne est de 10,4 °C, avec une amplitude thermique annuelle de 16,6 °C. Le cumul annuel moyen de précipitations est de 837 mm, avec 13,1 jours de précipitations en janvier et 8,3 jours en juillet. Pour la période 1991-2020, la température moyenne annuelle observée sur la station météorologique de Météo-France la plus proche, « Semur En Auxois_sapc », sur la commune de Semur-en-Auxois à 10 km à vol d'oiseau, est de 11,2 °C et le cumul annuel moyen de précipitations est de 778,0 mm,. Pour l'avenir, les paramètres climatiques de la commune estimés pour 2050 selon différents scénarios d'émission de gaz à effet de serre sont consultables sur un site dédié publié par Météo-France en novembre 2022.

## Urbanisme

### Typologie
Au 1er janvier 2024, Marigny-le-Cahouët est catégorisée commune rurale à habitat dispersé, selon la nouvelle grille communale de densité à 7 niveaux définie par l'Insee en 2022.
Elle est située hors unité urbaine. Par ailleurs la commune fait partie de l'aire d'attraction de Semur-en-Auxois, dont elle est une commune de la couronne,. Cette aire, qui regroupe 54 communes, est catégorisée dans les aires de moins de 50 000 habitants,.

### Occupation des sols
L'occupation des sols de la commune, telle qu'elle ressort de la base de données européenne d’occupation biophysique des sols Corine Land Cover (CLC), est marquée par l'importance des territoires agricoles (82,6 % en 2018), une proportion sensiblement équivalente à celle de 1990 (83 %). La répartition détaillée en 2018 est la suivante : 
prairies (48,6 %), terres arables (33,9 %), forêts (15,2 %), zones urbanisées (2,2 %). L'évolution de l’occupation des sols de la commune et de ses infrastructures peut être observée sur les différentes représentations cartographiques du territoire : la carte de Cassini (XVIIIe siècle), la carte d'état-major (1820-1866) et les cartes ou photos aériennes de l'IGN pour la période actuelle (1950 à aujourd'hui).

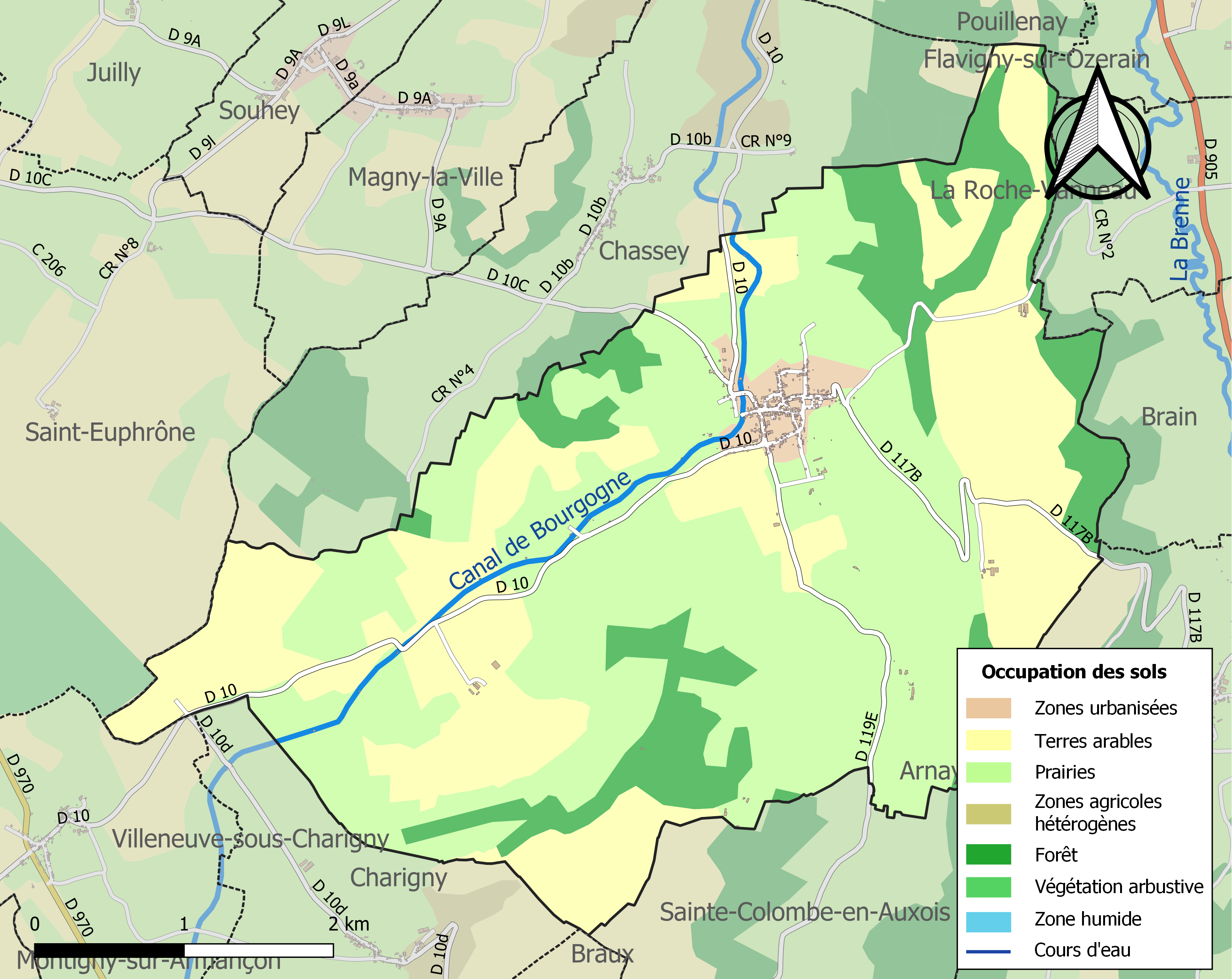
Carte des infrastructures et de l'occupation des sols de la commune en 2018 (CLC).

## Politique et administration
| Période                                  | Période | Identité      | Étiquette | Qualité |
| ---------------------------------------- | ------- | ------------- | --------- | ------- |
| mars 2001                                |         | Eric Skladana |           |         |
| Les données manquantes sont à compléter. |         |               |           |         |

## Démographie
L'évolution du nombre d'habitants est connue à travers les recensements de la population effectués dans la commune depuis 1793. Pour les communes de moins de 10 000 habitants, une enquête de recensement portant sur toute la population est réalisée tous les cinq ans, les populations de référence des années intermédiaires étant quant à elles estimées par interpolation ou extrapolation. Pour la commune, le premier recensement exhaustif entrant dans le cadre du nouveau dispositif a été réalisé en 2007.

En 2022, la commune comptait 312 habitants, en évolution de −1,27 % par rapport à 2016 (Côte-d'Or : +0,82 %, France hors Mayotte : +2,11 %).
| 1793 | 1800 | 1806 | 1821 | 1831 | 1836 | 1841 | 1846 | 1851 |
| ---- | ---- | ---- | ---- | ---- | ---- | ---- | ---- | ---- |
| 686  | 734  | 747  | 661  | 661  | 655  | 626  | 640  | 657  |

| 1856 | 1861 | 1866 | 1872 | 1876 | 1881 | 1886 | 1891 | 1896 |
| ---- | ---- | ---- | ---- | ---- | ---- | ---- | ---- | ---- |
| 565  | 576  | 607  | 593  | 700  | 713  | 705  | 654  | 706  |

| 1901 | 1906 | 1911 | 1921 | 1926 | 1931 | 1936 | 1946 | 1954 |
| ---- | ---- | ---- | ---- | ---- | ---- | ---- | ---- | ---- |
| 640  | 653  | 622  | 522  | 480  | 476  | 429  | 410  | 365  |

| 1962 | 1968 | 1975 | 1982 | 1990 | 1999 | 2006 | 2007 | 2012 |
| ---- | ---- | ---- | ---- | ---- | ---- | ---- | ---- | ---- |
| 411  | 388  | 344  | 297  | 290  | 288  | 267  | 264  | 307  |

| 2017 | 2022 | - | - | - | - | - | - | - |
| ---- | ---- | - | - | - | - | - | - | - |
| 319  | 312  | - | - | - | - | - | - | - |

## Culture locale et patrimoine

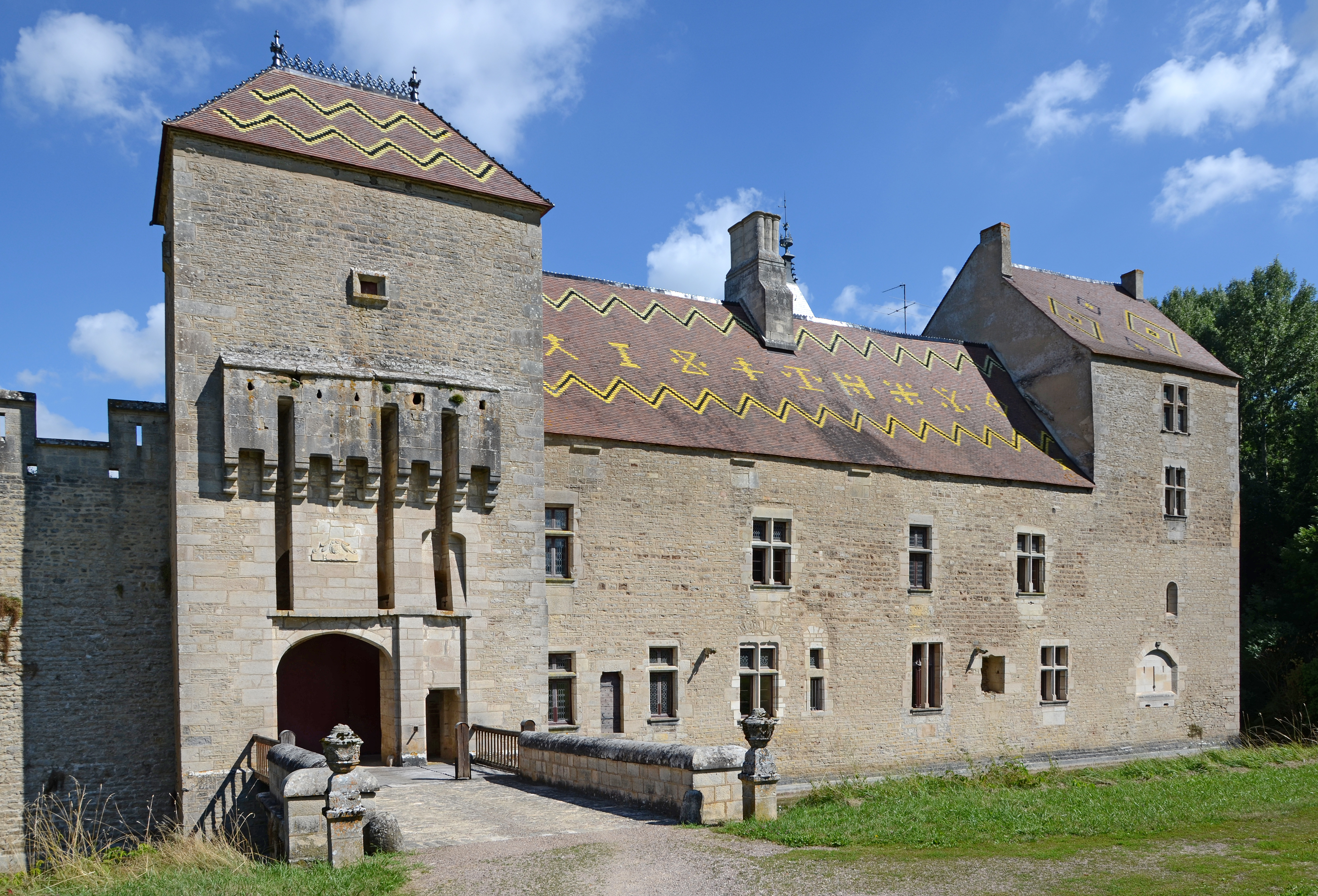
Le château.

### Lieux et monuments
- Château, inscrit aux Monuments historiques[18]
- Église Saint-Germain, inscrite aux Monuments historiques
- Canal de Bourgogne

### Personnalités liées à la commune
- Pascal Commère, poète et écrivain;
- Bernard Roy, secrétaire général du gouvernement tunisien entre 1889 et 1919.

### Cinéma
Marigny-le-Cahouët a servi de décor cinématographique à :
- Ni vu, ni connu (1958), d'Yves Robert, avec Louis de Funès.
- Angélique, Marquise des anges (1964), de Bernard Borderie, avec Michèle Mercier, fut tourné en partie au château de Marigny.
- Clérambard (1969), d'Yves Robert, avec Philippe Noiret, fut également tourné en partie au château de Marigny.